# 田中耕一
田中耕一（日语：／ Tanaka Kōichi ?，1959年8月3日—），是一名日本化學、工程學家，任職於京都岛津制作所。日本學士院會員、文化勋章表彰、文化功勞者。
2002年，田中因為「開發生物大分子的同定與構造解析手法」，與库尔特·维特里希及约翰·贝内特·芬恩共同獲得諾貝爾化學獎。他獲獎時僅有學士學位，為歷來諾貝爾化學獎得主中僅見的特例。

## 早年生活與教育
田中耕一於1959年8月3日出生於日本富山市，因為生母26天後不幸過世，後來他由叔父夫婦領養，田中直到大學一年級才獲知此事。就讀東北大學工學院電氣工程學科二年級時，田中因必修的德文不及格而留級一年。
1983年4月1日進入島津製作所就職，1992年外派到島津製作所英國分公司擔任研究員一年，1995年5月與相親認識的裕子結為連理，1997年再次外派到島津製作所英國分公司，擔任研究員五年之久。

## 軟雷射脫附法

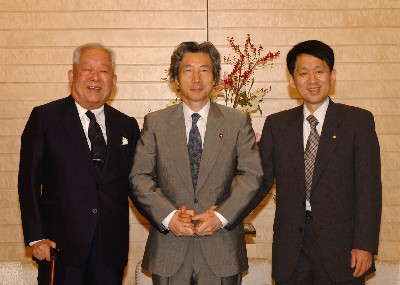
2002年10月11日，日本首相小泉純一郎（中央）在首相官邸接見田中耕一（右）與小柴昌俊（左）

以往對大分子諸如蛋白質進行質譜分析時，分析物必須通過雷射照射以電離和汽化。但大分子受到強烈雷射脈衝的直接照射後，會導致分析物裂解成微小的碎片，出現結構損失。1985年2月，田中發現利用甘油中的超細金屬粉末作為基質的混合物，就可以將分析物電離而不失去其結構。他的工作在1985年被提交專利申請，專利內容於1987年5月在京都召開的日本質譜學會年會上公佈，被稱為軟雷射脫附法（Soft Laser Desorption，簡稱SLD）。
田中因此獲得2002年諾貝爾化學獎後，一些科學家認為德國的米夏埃爾·卡拉斯、弗倫茨·希倫坎普不應被排除在外，這是因為他們在1985年首次報導了一種使用小型有機化合物作為基質的、靈敏度更高的方法，他們稱之為基質輔助雷射解吸/電離法（MALDI）。 然而，雖然MALDI開發於SLD之前，但在田中的報告之前，MALDI並未用於電離蛋白質。

## 2002年諾貝爾獎
日本時間2002年10月9日晚間，瑞典皇家科學院宣佈田中耕一在內的3人獲得諾貝爾化學獎。接獲英語電話通知獲獎時，田中正在公司加班。他從「Nobel」、「Congratulation」這些單詞推測自己可能獲得「一個海外的小獎」，身旁的同事則認為是整人節目的手法（ドッキリ）。另一方面，日本文部科學省與大眾傳媒皆無所適從，因為默默無名的田中並非學者，也沒有博士學位。前兩年的諾貝爾化學獎得主野依良治與白川英樹互相聯絡後，也都不清楚「田中是誰」。
獲獎後，田中因若干「特徵」引起舉世關注，自此職業生涯發生巨大變化。儘管田中拒絕大幅升職，他仍於同年11月1日獲得島津製作所部長待遇。翌年1月擔任島津製作所「田中耕一記念質量分析研究所」所長（破例的「執行役員待遇」頭銜，享有董事待遇）。母校東北大學特別修改條例，為他頒發名譽博士學位。
2011年，田中研究小组开发出能使血液检查敏感度提高100倍的新技术，更容易發現癌症等疾病。

## 榮譽
- 1989年 - 日本質量分析学会 獎勵獎
- 2002年 - 諾貝爾化學獎
- 2002年 - 文化勋章·文化功勞者
- 2002年 - 日本東北大學榮譽博士
- 2003年 - 富山縣名譽縣民
- 2003年 - 日本質量分析学会 特別獎
- 2006年 - 日本學士院會員（史上最年輕）
- 2024年 - IEEE里程碑（LAMS-50K 質譜儀）

## 社會活動
2004年4月，擔任大學的客座教授，包括愛媛大學無細胞生命科學工學研究中心、筑波大學先端學際領域研究中心、京都大學國際融合創造中心、東北大學大學院工學研究科。同年6月應邀訪問臺灣。2008年3月從京都大學客座教授退任。2009年6月擔任東京大學醫科學研究所客座教授（疾患蛋白質組學實驗室顧問）。
東日本大震災發生後，田中接受日本政府的委任，於2011年11月擔任東京電力福島核電廠事故調査委員會的委員一職。
2015年3月1日，諾貝爾獎得主座談（Nobel Week Dialogue）首次移師海外，在日本東京舉行。在7名與會的諾貝爾獎得主當中包括2名日本人－－京都大學的山中伸彌教授（2012年醫學獎）與名古屋大學的天野浩教授（2014年物理學獎）。此外，島津製作所的田中耕一（2002年化學獎）出席了最後一輪座談。

## 相關書籍
- 、2003年2月号
- （http://www.amazon.co.jp/dp/483151313X/ （页面存档备份，存于）上山明博  著）

## 外部連結
- （日語）田中耕一記念質量分析研究所 （页面存档备份，存于）
- （日語）島津製作所 （页面存档备份，存于）
- （日語）Topics/田中耕一氏の栄誉ある軌跡 （页面存档备份，存于）
- （日語）田中耕一関連用語集 （页面存档备份，存于）